# Космічна обсерваторія

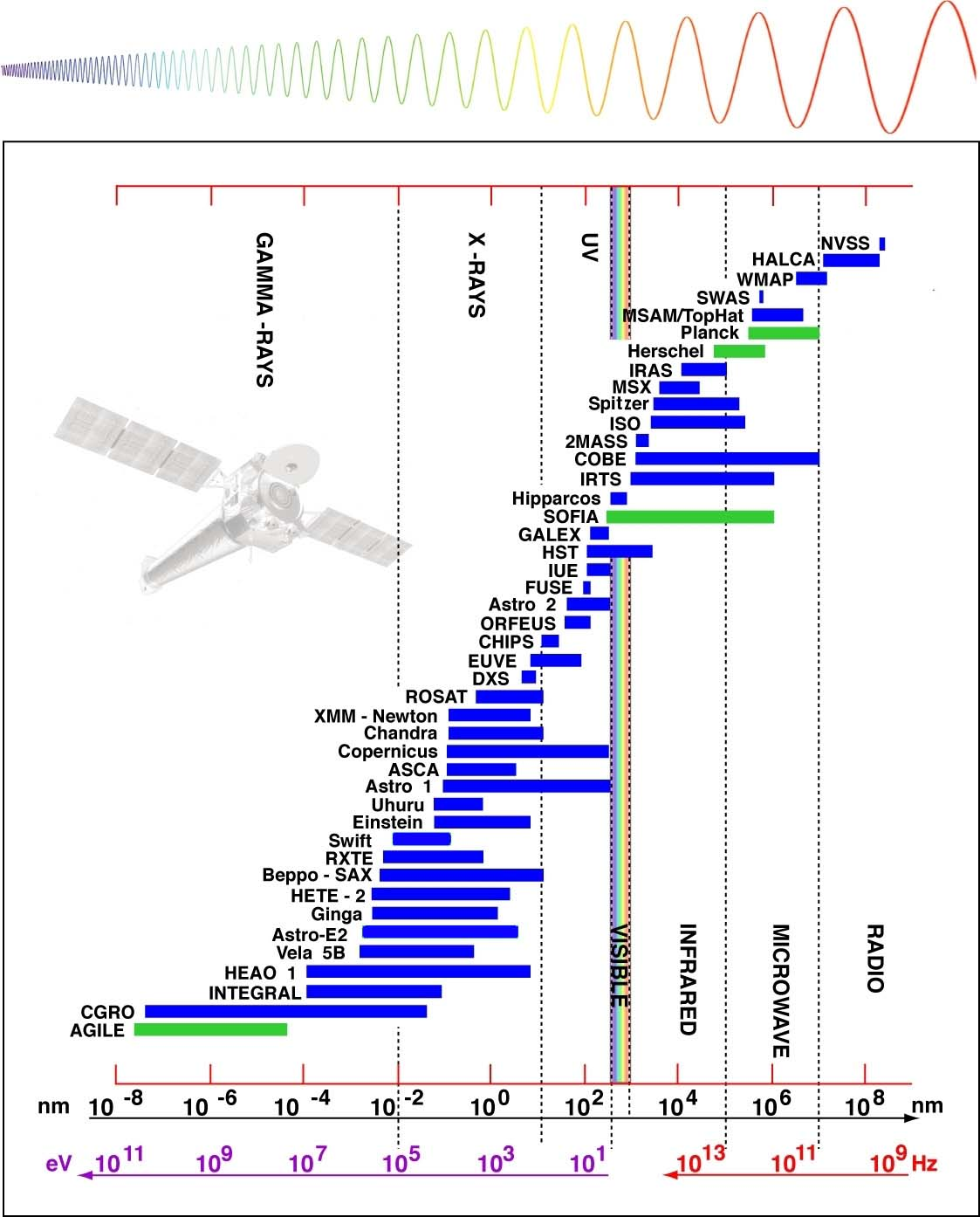
Схематографія робочих діапазонів електро-магнітних частот космічних телескопів.

Космічна обсерваторія — космічний апарат для дистанційного дослідження астрономічних тіл та явищ. Більшість космічних обсерваторій це телескопи котрі працюють в різноманітних діапазонах електромагнітних хвиль, є проєкти з вивчення гравітаційних хвиль. Є обсерваторії з дослідження елементарних частинок.

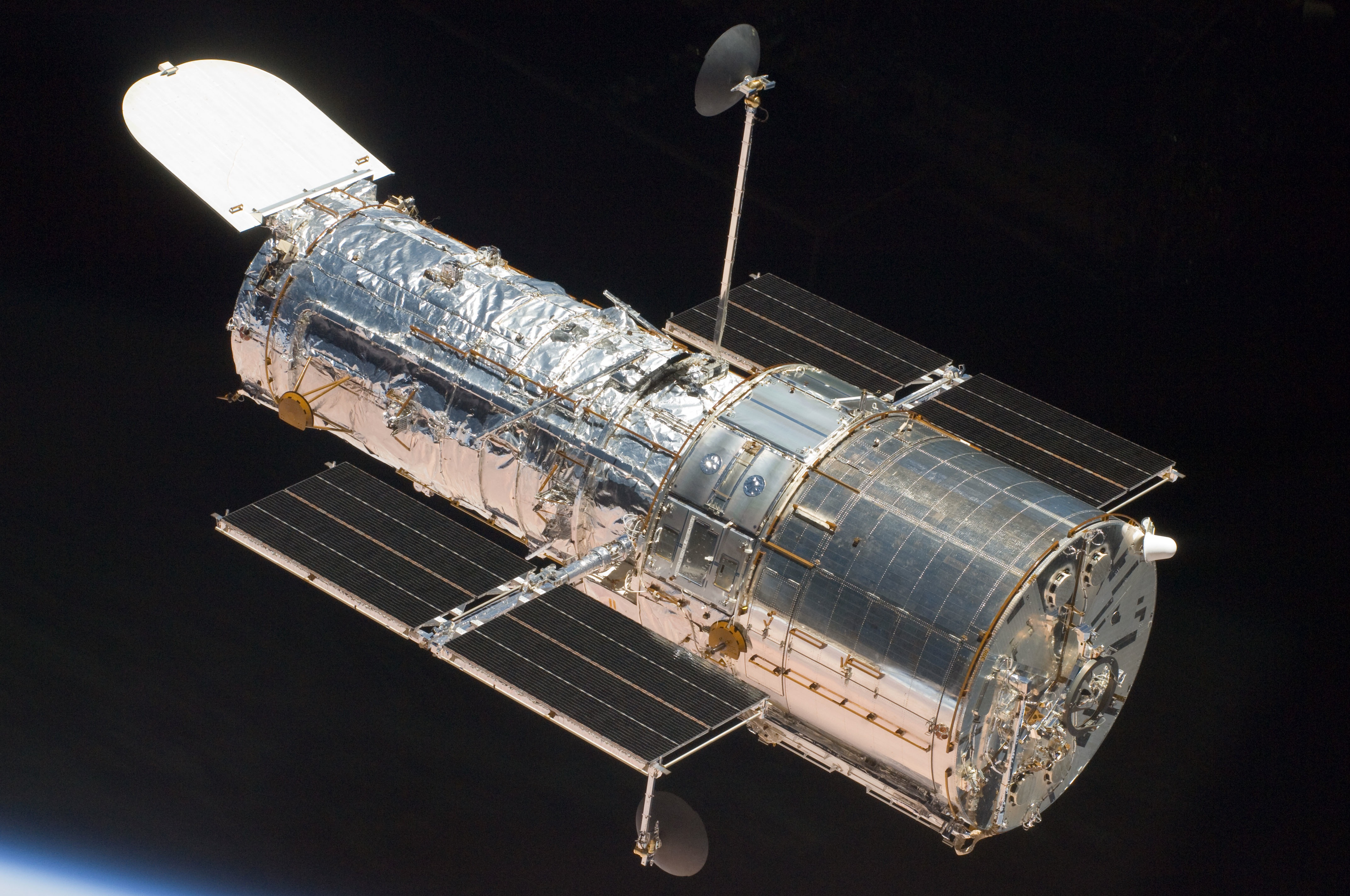
Космічний телескоп «Габбл»— одна з найбільших космічних обсерваторій.

Космічні телескопи уникають затримки ультрафіолетових частот, рентгенівських та гамма-променів; спотворення (сцинтиляції) електромагнітного випромінювання; а також світлового забруднення, з якими стикаються наземні обсерваторії.
Першими космічними телескопами були Американська орбітальна астрономічна обсерваторія ОАО-2, запущена 1968 року, та радянський телескоп Оріон-1, запущений 1971.